# Zelotibia major
Espèce
Zelotibia major est une espèce d'araignées aranéomorphes de la famille des Gnaphosidae.

## Distribution
Cette espèce est endémique du Burundi. Elle se rencontre dans le parc national de Kibira.

## Description
La femelle décrite par Nzigidahera et Jocqué en 2009 mesure 6,40 mm.

## Publication originale
- Russell-Smith & Murphy, 2005 : Zelotibia, a new zelotine spider genus from central Africa (Araneae, Gnaphosidae). Journal of Afrotropical zoology, vol. 2, p. 103-122.